# Loch Raa
Loch Raa är en sjö i Storbritannien.   Den ligger i kommunen Highland och riksdelen Skottland, i den norra delen av landet, 800 km norr om huvudstaden London. Loch Raa ligger 40 meter över havet. Den ligger vid sjön Loch Osgaig.